# Liste der Baudenkmäler in Aachen-Mitte (P–R)
Die Liste der Baudenkmäler in Aachen-Mitte (P–R) enthält die denkmalgeschützten Bauwerke auf dem Gebiet des Stadtbezirks Aachen-Mitte in Nordrhein-Westfalen (Stand: 25. April 2024). Diese Baudenkmäler sind in der Denkmalliste der Stadt Aachen eingetragen; Grundlage für die Aufnahme ist das Denkmalschutzgesetz Nordrhein-Westfalen (DSchG NRW).

## Denkmäler
| Bild                                                                      | Bezeichnung                                                                 | Lage                                              | Beschreibung | Bauzeit                                  | Eingetragen seit | Denkmal- nummer  |
| ------------------------------------------------------------------------- | --------------------------------------------------------------------------- | ------------------------------------------------- | --- | ---------------------------------------- | ---------------- | ---------------- |
| Wohnhaus                                                                  | Wohnhaus                                                                    | Passstraße 1 Karte                                | |                                          |                  |                  |
| Wohnhaus                                                                  | Wohnhaus                                                                    | Passstraße 10 Karte                               | |                                          |                  |                  |
| Wohnhaus                                                                  | Wohnhaus                                                                    | Passstraße 14 Karte                               | |                                          |                  |                  |
| Wohnhaus                                                                  | Wohnhaus                                                                    | Passstraße 16 Karte                               | |                                          |                  |                  |
| Wohnhäuser                                                                | Wohnhäuser                                                                  | Passstraße 18, 20, 22 Karte                       | |                                          |                  |                  |
| Wohnhaus                                                                  | Wohnhaus                                                                    | Passstraße 25–27 Karte                            | ehemaliges „Fröbel-Seminar“; 2-geschossige villenartige Anlage mit Mansarddächern, Ecktürmchen, Blendgiebeln; verputzt, Sockel mit Sandsteinverblendung, Werksteingliederung, historisierende, meist neubarocke Schmuckmotive; Architekt: Georg Frentzen |                                          |                  |                  |
| Wohnhaus                                                                  | Wohnhaus                                                                    | Passstraße 78 Karte                               | |                                          |                  |                  |
| „Gut Lehmkühlchen“                                                        | „Gut Lehmkühlchen“                                                          | Passstraße 106, 108, 108a, 108b, 108c Karte       | Das Gut „Lehmkühlchen“ ist auf einer Karte von 1770 als ehemaliges Ackergut vermerkt. Die Anlage besteht aus zwei Gebäuderiegeln, die zur Passstraße hin mit klassizistisch gestalteten Giebeln schräg angeschnitten sind. Im rechten Riegel sind das Geburtshaus Aachen und ein weiterer Gewerbebetrieb untergebracht, der linke Teil beherbergt heute vier Einfamilienhäuser.                                                |                                          |                  |                  |
| Trafohäuschen                                                             | Trafohäuschen                                                               | Passstraße Karte                                  | Transformatoren-Station |                                          |                  | 3649             |
| Gitterbrücke im Stadtgarten Aachen                                        | Gitterbrücke im Stadtgarten Aachen                                          | Passstraße Karte                                  | |                                          |                  |                  |
| Kongreßdenkmal im Stadtgarten Aachen                                      | Kongreßdenkmal im Stadtgarten Aachen                                        | Passstraße Karte                                  | 1822 von Johann Peter Cremer entworfen; 1837 von Schinkel/Cremers ausgearbeitet; 1839 von Friedrich Joseph Ark fortgeführt. | 1822, 1837, 1839                         |                  |                  |
| Parkanlage Stadtgarten / Kurgarten                                        | Parkanlage Stadtgarten / Kurgarten                                          | Passstraße Karte                                  | Teil des Aachener Stadtgartens | 1880                                     |                  |                  |
| Parkanlage Farwickpark                                                    | Parkanlage Farwickpark                                                      | Passstraße Karte                                  | Teil des Aachener Stadtgartens, erworben und angelegt als Ausgleich für den Bau des Quellenhofes | 1926/27                                  |                  |                  |
| Parkanlage ehem. evang. Friedhof; „Friedhof Güldenplan“                   | Parkanlage ehem. evang. Friedhof; „Friedhof Güldenplan“                     | Passstraße Karte                                  | seit 1945 Teil des Aachener Stadtgartens, ältester ev. Friedhof Aachens, als Friedhof genutzt bis 1889 | 17. Jh.                                  |                  |                  |
| Wohnhäuser                                                                | Wohnhäuser                                                                  | Paulusstraße 1, 3                                 | |                                          |                  |                  |
| Wohnhäuser                                                                | Wohnhäuser                                                                  | Paulusstraße 2, 4 Karte                           | |                                          |                  |                  |
| Wohnhaus                                                                  | Wohnhaus                                                                    | Paulusstraße 19 Karte                             | |                                          |                  |                  |
| weitere Bilder                                                            | Kath. Pfarrkirche St. Peter                                                 | Peterskirchhof Karte                              | erbaut nach Plänen von Laurenz Mefferdatis | 1748/49                                  |                  |                  |
| Wohnhaus                                                                  | Wohnhaus                                                                    | Pippinstraße 1 Karte                              | erbaut nach Plänen von Carl Sieben und Arnold Königs; drei Geschosse, fünf Achsen, kolossale Pilaster als Betonung der Mittelachsen. Erdgeschoss: Werkstein, ansonsten Putzfassade mit Gliederung in Werkstein, Dekor: Neoklassizismus | 1912                                     |                  |                  |
| „Herffs-Erb“                                                              | „Herffs-Erb“                                                                | Pommerotter Weg 15 Karte                          | verputztes Landhaus, z. Teil mit Fachwerk verblendet | 1902                                     |                  |                  |
| Wohnhaus                                                                  | Wohnhaus                                                                    | Pontdriesch 9 Karte                               | |                                          |                  |                  |
| Wohnhäuser                                                                | Wohnhäuser                                                                  | Pontdriesch 15, 17 Karte                          | einachsiges giebelständiges um ein Geschoss erhöhtes Gebäude. |                                          |                  |                  |
| Wohnhaus (Teile)                                                          | Wohnhaus (Teile)                                                            | Pontdriesch 21 Karte                              | |                                          |                  |                  |
| Wohnhaus                                                                  | Wohnhaus                                                                    | Pontdriesch 23 Karte                              | |                                          |                  |                  |
| Gaststätte / Wohnhaus                                                     | Gaststätte / Wohnhaus                                                       | Pontstraße 2 Karte                                | |                                          |                  |                  |
| Wohn- / Geschäftshaus                                                     | Wohn- / Geschäftshaus                                                       | Pontstraße 4 Karte                                | |                                          |                  |                  |
| Wohnhaus                                                                  | Wohnhaus                                                                    | Pontstraße 5 / Augustinergasse 32 Karte           | |                                          |                  |                  |
| Wohn- / Geschäftshaus                                                     | Wohn- / Geschäftshaus                                                       | Pontstraße 6 Karte                                | |                                          |                  |                  |
| weitere Bilder                                                            | St. Katharina, Klosterkirche der Augustiner-Chorherren; heute Aula Carolina | Pontstraße 7 Karte                                | | 1663                                     |                  |                  |
| Wohn- / Geschäftshaus                                                     | Wohn- / Geschäftshaus                                                       | Pontstraße 8 Karte                                | |                                          |                  |                  |
| Wohn- / Geschäftshaus                                                     | Wohn- / Geschäftshaus                                                       | Pontstraße 11 Karte                               | |                                          |                  |                  |
| weitere Bilder                                                            | Großes Haus von Aachen (Zeitungsmuseum)                                     | Pontstraße 13 Karte                               | erbaut durch Heinrich Dollart; 1828 umgebaut zur Mädchenschule durch Adam Franz Friedrich Leydel; 1851–54 neuer Umbau zur Polizeidirektion durch Friedrich Joseph Ark | 1495                                     |                  |                  |
| Wohnhäuser                                                                | Wohnhäuser                                                                  | Pontstraße 19, 21 Karte                           | |                                          |                  |                  |
| Wohn- / Geschäftshaus                                                     | Wohn- / Geschäftshaus                                                       | Pontstraße 22 Karte                               | |                                          |                  |                  |
| Gaststätte/Wohnhaus                                                       | Gaststätte/Wohnhaus                                                         | Pontstraße 23 Karte                               | |                                          |                  |                  |
| Wohn- / Geschäftshaus (Teile)                                             | Wohn- / Geschäftshaus (Teile)                                               | Pontstraße 24 Karte                               | |                                          |                  |                  |
| Wohn- / Geschäftshaus                                                     | Wohn- / Geschäftshaus                                                       | Pontstraße 26 Karte                               | |                                          |                  |                  |
| Wohn- / Geschäftshaus                                                     | Wohn- / Geschäftshaus                                                       | Pontstraße 28 Karte                               | |                                          |                  |                  |
| Wohn- / Geschäftshaus                                                     | Wohn- / Geschäftshaus                                                       | Pontstraße 29–37 Karte                            | |                                          |                  |                  |
| Wohn-/Geschäftshaus                                                       | Wohn-/Geschäftshaus                                                         | Pontstraße 30 Karte                               | |                                          |                  |                  |
| Wohn-/Geschäftshaus                                                       | Wohn-/Geschäftshaus                                                         | Pontstraße 32 Karte                               | |                                          |                  |                  |
| Paier-Wandmalerei                                                         | Paier-Wandmalerei                                                           | Pontstraße 39 Karte                               | Graffiti von Klaus Paier am Hintereingang des Cafés Kittel |                                          |                  |                  |
| Gebäude                                                                   | Gebäude                                                                     | Pontstraße 40–42 Karte                            | |                                          |                  |                  |
| Gebäude (Teile)                                                           | Gebäude (Teile)                                                             | Pontstraße 41 Karte                               | bekannt als Humboldt-Haus der RWTH Aachen; Teil des Klosters der Karmelitinnen | 1660                                     |                  |                  |
| weitere Bilder                                                            | Theresien-Kirche                                                            | Pontstraße 41 Karte                               | erbaut nach Plänen von Laurenz Mefferdatis; Teil des Klosters der Karmelitinnen; In der Sakristei ein Portal aus dem Innenhof des abgerissenen Maria-Hilf-Hospitals. | 1739–1745                                |                  |                  |
| Wohn- / Geschäftshaus                                                     | Wohn- / Geschäftshaus                                                       | Pontstraße 46 Karte                               | |                                          |                  |                  |
| RWTH-Gebäude                                                              | RWTH-Gebäude                                                                | Pontstraße 51–53 Karte                            | ehemaliges Aachener Pfandleihhaus mit rückseitig angebautem Lombardsaal, erbaut nach Plänen von Laurenz Mefferdatis, seit 1962 Eigentümer RWTH Aachen | um 1705                                  |                  |                  |
| Wohn- / Geschäftshaus                                                     | Wohn- / Geschäftshaus                                                       | Pontstraße 60 Karte                               | |                                          |                  |                  |
| Wohn-/Geschäftshaus                                                       | Wohn-/Geschäftshaus                                                         | Pontstraße 62 Karte                               | |                                          |                  |                  |
| Wohn-/Geschäftshaus                                                       | Wohn-/Geschäftshaus                                                         | Pontstraße 64 Karte                               | |                                          |                  |                  |
| Wohn- / Geschäftshaus                                                     | Wohn- / Geschäftshaus                                                       | Pontstraße 66–68 Karte                            | |                                          |                  |                  |
| Gasthaus „Magellan“ (Teile)                                               | Gasthaus „Magellan“ (Teile)                                                 | Pontstraße 78 Karte                               | ehemalige Deutschordenskommende St. Aegidius; Von dem Neubau, der die Aegidiuskapelle aus der ersten Hälfte des 14. Jahrhunderts einschloss, sind nur noch Teile der Umfassungsmauer erhalten | 14. Jh. / 17. Jh.                        |                  |                  |
| Restaurant / Wohnhaus                                                     | Restaurant / Wohnhaus                                                       | Pontstraße 100 Karte                              | |                                          |                  |                  |
| Wohnhaus (Teile)                                                          | Wohnhaus (Teile)                                                            | Pontstraße 117 Karte                              | Paul Julius Reuter hat hier 1850 sein Nachrichtenbüro gegründet |                                          |                  |                  |
| Gaststätte / Wohnhaus                                                     | Gaststätte / Wohnhaus                                                       | Pontstraße 121 Karte                              | |                                          |                  |                  |
| Gaststätte / Wohnhaus                                                     | Gaststätte / Wohnhaus                                                       | Pontstraße 123 Karte                              | |                                          |                  |                  |
| Wohn-/Geschäftshäuser                                                     | Wohn-/Geschäftshäuser                                                       | Pontstraße 125, 127 Karte                         | |                                          |                  |                  |
| Pfarrhaus von Heilig Kreuz                                                | Pfarrhaus von Heilig Kreuz                                                  | Pontstraße 148 Karte                              | errichtet in Verbindung mit dem Kreuzgang, 1944 stark beschädigt, 1956 wiederhergestellt, 1977 unter Federführung von Hans Heinemann aus Teilen des Nachbargebäudes 150 umgebaut; fünfachsiger zweigeschossiger Backsteinbau mit Blausteinfassade, dreiteiliger Mitteltrakt mit Rundportal, rundbogiges Rahmenwerk, geschweifter Giebel mit Bekrönung, schmiedeeisernes Treppengeländer aus dem „Haus Eckenberg“ in Burtscheid | 1738                                     |                  |                  |
| Wohnhaus                                                                  | Wohnhaus                                                                    | Pontstraße 151 Karte                              | |                                          |                  |                  |
| Restaurant / Wohnhaus                                                     | Restaurant / Wohnhaus                                                       | Pontstraße 154 Karte                              | |                                          |                  |                  |
| Restaurant / Wohnhaus                                                     | Restaurant / Wohnhaus                                                       | Pontstraße 156–158 Karte                          | |                                          |                  |                  |
| Wohn- / Geschäftshaus                                                     | Wohn- / Geschäftshaus                                                       | Pontstraße 157 Karte                              | |                                          |                  |                  |
| Wohn- und Geschäftshaus                                                   | Wohn- und Geschäftshaus                                                     | Pontstraße 182 Karte                              | erhaltener Gewölbekeller und erhaltenes, restauriertes Vorderhaus, im Erdgeschoss rückseitiger, moderner Anbau |                                          |                  |                  |
| weitere Bilder                                                            | Pfarrkirche Hl. Kreuz                                                       | Pontstraße Karte                                  | Kirche des Ordens vom Heiligen Kreuz; Neubau im frühgotischen Stil nach Plänen von Joseph Buchkremer | 1363–1372; Neubau 1898–1902              |                  |                  |
| weitere Bilder                                                            | Ponttor                                                                     | Ponttor Karte                                     | | 1300–1350                                |                  |                  |
| Wohnhäuser                                                                | Wohnhäuser                                                                  | Preusweg 1, 3 Karte                               | |                                          |                  |                  |
| Wohnhäuser                                                                | Wohnhäuser                                                                  | Preusweg 5 Karte                                  | |                                          |                  |                  |
| Wohnhäuser                                                                | Wohnhäuser                                                                  | Preusweg 36, 38 Karte                             | zweigeschossiges, freistehendes, verputztes Wohnhaus im Bauhausstil mit Flachdach | 1933                                     |                  |                  |
| Wohnhaus                                                                  | Wohnhaus                                                                    | Preusweg 40 Karte                                 | zweigeschossiges, freistehendes, verputztes Wohnhaus im Bauhausstil mit Flachdach | 1933                                     |                  |                  |
| Wohnhäuser                                                                | Wohnhäuser                                                                  | Preusweg 42, 44 Karte                             | zweigeschossiges, freistehendes, verputztes Wohnhaus im Bauhausstil mit Flachdach | 1933                                     |                  |                  |
| Wohnhaus                                                                  | Wohnhaus                                                                    | Preusweg 46 Karte                                 | zweigeschossiges, freistehendes, verputztes Wohnhaus im Bauhausstil mit Flachdach | 1933                                     |                  |                  |
| Wohnhaus                                                                  | Wohnhaus                                                                    | Preusweg 68 Karte                                 | |                                          |                  |                  |
| Wohnhaus                                                                  | Wohnhaus                                                                    | Preusweg 111 Karte                                | |                                          |                  |                  |
| „Forsthaus Adamshäuschen“                                                 | „Forsthaus Adamshäuschen“                                                   | Preusweg 129 Karte                                | |                                          |                  |                  |
| Bilal-Moschee                                                             | Bilal-Moschee                                                               | Professor–Pirlet–Straße 20 Karte                  | | 1964–1966                                |                  |                  |
| Wohnhäuser                                                                | Wohnhäuser                                                                  | Promenadenstraße 25, 27, 29 (Teile) Karte         | |                                          |                  |                  |
| Wohnhäuser (Teile)                                                        | Wohnhäuser (Teile)                                                          | Promenadenstraße 34 (Teile), 36 (Teile), 38 Karte | |                                          |                  |                  |
| Wohnhaus                                                                  | Wohnhaus                                                                    | Promenadenstraße 35 Karte                         | |                                          |                  |                  |
| Wohnhäuser                                                                | Wohnhäuser                                                                  | Promenadenstraße 40, 42, 44 Karte                 | |                                          |                  |                  |
| Wohnhäuser                                                                | Wohnhäuser                                                                  | Promenadenstraße 46, 48 Karte                     | |                                          |                  |                  |
| Wohnhaus                                                                  | Wohnhaus                                                                    | Promenadenstraße 41 Karte                         | |                                          |                  |                  |
| Wohnhaus (Teile)                                                          | Wohnhaus (Teile)                                                            | Rehmplatz 7 Karte                                 | |                                          |                  |                  |
| Wohnhaus                                                                  | Wohnhaus                                                                    | Rehmplatz 9 Karte                                 | |                                          |                  |                  |
| Wohnhaus                                                                  | Wohnhaus                                                                    | Rehmplatz 16 Karte                                | |                                          |                  |                  |
| Mariensäule                                                               | Mariensäule                                                                 | Rehmplatz Karte                                   | Erstes religiöses Denkmal Aachens, Entwurf von Stadtbaumeister Joseph Laurent, in Sandstein ausgeführt durch Bildhauer Wilhelm Pohl. Vierstufiger Sockel, vierseitiger Unterbau, allseitige Giebel mit Rundbogennischen, darin Sitzfiguren der vier Kardinaltugenden, auf der Säule gekrönte Madonna mit Kind. | 1887                                     |                  |                  |
| Wohnhäuser                                                                | Wohnhäuser                                                                  | Reihstraße 4, 6 Karte                             | |                                          |                  |                  |
| Wohnhaus                                                                  | Wohnhaus                                                                    | Reimanstraße 2–12 Karte                           | |                                          |                  |                  |
| Wohnhäuser                                                                | Wohnhäuser                                                                  | Reimanstraße 14 Karte                             | |                                          |                  |                  |
| Wohnhäuser                                                                | Wohnhäuser                                                                  | Reimanstraße 16, 18 Karte                         | | Nr. 18: 1887                             |                  |                  |
| Wohnhaus                                                                  | Wohnhaus                                                                    | Reimanstraße 19 Karte                             | |                                          |                  |                  |
| Wohnhäuser                                                                | Wohnhäuser                                                                  | Reimanstraße 20, 22 Karte                         | |                                          |                  |                  |
| Wohnhaus                                                                  | Wohnhaus                                                                    | Reimanstraße 23 Karte                             | |                                          |                  |                  |
| Wohnhäuser                                                                | Wohnhäuser                                                                  | Reimanstraße 24, 26 Karte                         | |                                          |                  |                  |
| Wohnhaus (Teile)                                                          | Wohnhaus (Teile)                                                            | Reimanstraße 25 Karte                             | |                                          |                  |                  |
| Wohnhäuser                                                                | Wohnhäuser                                                                  | Rennbahn 1 Karte                                  | |                                          |                  |                  |
| Wohnhäuser                                                                | Wohnhäuser                                                                  | Rennbahn 3 Karte                                  | |                                          |                  |                  |
| Wohnhäuser                                                                | Wohnhäuser                                                                  | Rennbahn 5–7 Karte                                | |                                          |                  |                  |
| Wohnhäuser                                                                | Wohnhäuser                                                                  | Rethelstraße 4                                    | |                                          |                  |                  |
| Wohnhäuser                                                                | Wohnhäuser                                                                  | Rethelstraße 6                                    | |                                          |                  |                  |
| Gebäude                                                                   | Gebäude                                                                     | Ritter-Chorus-Straße 1–3 Karte                    | |                                          |                  |                  |
| weitere Bilder                                                            | Teile der Aachener Domsingschule                                            | Ritter-Chorus-Straße 5 Karte                      | | 1960                                     |                  |                  |
| Wohnhäuser                                                                | Wohnhäuser                                                                  | Robensstraße 36, 38, 40, 42 Karte                 | |                                          |                  |                  |
| Wohnhaus                                                                  | Wohnhaus                                                                    | Robensstraße 46 Karte                             | |                                          |                  |                  |
| Wohnhaus                                                                  | Wohnhaus                                                                    | Robensstraße 48 Karte                             | Errichtung gegen Ende des 19. Jahrhunderts. Bau mit 4 Geschoßen, in 4 Achsen, mit einem über 2 Achsen reichenden Balkon im ersten Obergeschoss. Fassade in Klinker-Putz Ausfertigung, als Zierelemente Neurenaissance-Schmuckformen. Veränderung des Erdgeschoßes. |                                          | 18. April 1983   | 05334002 A 01382 |
| Wohnhäuser                                                                | Wohnhäuser                                                                  | Robensstraße 50 Karte                             | |                                          |                  |                  |
| Wohnhäuser                                                                | Wohnhäuser                                                                  | Robensstraße 52, 54, 56 Karte                     | | 1926 (Nr. 52); 1907 (Nr. 54)             |                  |                  |
| Wohnhäuser                                                                | Wohnhäuser                                                                  | Robensstraße 57, 59 Karte                         | |                                          |                  |                  |
| Wohnhaus (Teile)                                                          | Wohnhaus (Teile)                                                            | Robensstraße 58 Karte                             | |                                          |                  |                  |
| Wohnhäuser                                                                | Wohnhäuser                                                                  | Robensstraße 61, 63 Karte                         | |                                          |                  |                  |
| Wohnhäuser                                                                | Wohnhäuser                                                                  | Robensstraße 67 (Teile), 69 Karte                 | |                                          |                  |                  |
| Wohnhaus                                                                  | Wohnhaus                                                                    | Rochusstraße 1 Karte                              | |                                          |                  |                  |
| Wohnhaus                                                                  | Wohnhaus                                                                    | Rochusstraße 20 Karte                             | |                                          |                  |                  |
| Wohnhäuser                                                                | Wohnhäuser                                                                  | Rochusstraße 21, 23, 25 Karte                     | erbaut nach Plänen von Arnold Königs; Nr. 21: vier Geschosse, drei Achsen, Putzfassade, Dekor: Neobarock. Nr. 23: vier Geschosse, zwei Achsen. Risalit in der breiteren rechten Achse: Erker über zwei Geschosse mit Balkon, Giebel. Putzfassade, Dekor: Neogotik; Geburtshaus von Hans Königs | um 1900                                  |                  |                  |
| Wohnhaus                                                                  | Wohnhaus                                                                    | Rochusstraße 25 Karte                             | |                                          |                  |                  |
| Wohnhäuser                                                                | Wohnhäuser                                                                  | Rochusstraße 26, 28 Karte                         | Architekt: Arnold Königs; vier Geschosse, drei Achsen. Erker und/oder Balkone umfassen je zwei Achsen. Putzfassade, Dekor: Neobarock und Jugendstil. | 1900–1905                                |                  |                  |
| Wohnhaus (Teile)                                                          | Wohnhaus (Teile)                                                            | Rochusstraße 30 Karte                             | Architekt: Arnold Königs; vier Geschosse, drei Achsen. Erker und/oder Balkone umfassen je zwei Achsen. Putzfassade, Dekor: Neobarock und Jugendstil. | 1905                                     |                  |                  |
| Wohnhaus                                                                  | Wohnhaus                                                                    | Rochusstraße 31 Karte                             | | 1898                                     |                  |                  |
| Wohnhaus                                                                  | Wohnhaus                                                                    | Rochusstraße 33 Karte                             | |                                          |                  |                  |
| Wohnhaus                                                                  | Wohnhaus                                                                    | Rochusstraße 37 Karte                             | |                                          |                  |                  |
| Wohnhaus                                                                  | Wohnhaus                                                                    | Rochusstraße 39 Karte                             | |                                          |                  |                  |
| Wohnhaus                                                                  | Wohnhaus                                                                    | Rochusstraße 41 Karte                             | |                                          |                  |                  |
| Wohnhaus (Teile)                                                          | Wohnhaus (Teile)                                                            | Rochusstraße 43 Karte                             | |                                          |                  |                  |
| Wohnhaus                                                                  | Wohnhaus                                                                    | Rochusstraße 44 Karte                             | |                                          |                  |                  |
| Wohnhaus                                                                  | Wohnhaus                                                                    | Rochusstraße 45 Karte                             | |                                          |                  |                  |
| Wohnhaus (Teile)                                                          | Wohnhaus (Teile)                                                            | Rochusstraße 46 Karte                             | |                                          |                  |                  |
| Wohnhaus                                                                  | Wohnhaus                                                                    | Rochusstraße 47 Karte                             | |                                          |                  |                  |
| Wohnhaus                                                                  | Wohnhaus                                                                    | Rochusstraße 48 Karte                             | Architekt: Arnold Königs; Vier Geschosse, 5:3 Achsen, Eckachse abgeschrägt mit einem Erker über zwei Geschosse und Balkon. Mansarddach, Klinker-Putzfassade, Dekor: Neorenaissance und Neobarock. | um 1903                                  |                  |                  |
| Wohnhaus (Teile)                                                          | Wohnhaus (Teile)                                                            | Rochusstraße 49 Karte                             | |                                          |                  |                  |
| Wohnhaus                                                                  | Wohnhaus                                                                    | Rochusstraße 51 Karte                             | |                                          |                  |                  |
| Wohnhaus                                                                  | Wohnhaus                                                                    | Rochusstraße 53 Karte                             | |                                          |                  |                  |
| Wohnhaus                                                                  | Wohnhaus                                                                    | Rochusstraße 55 Karte                             | |                                          |                  |                  |
| Wohnhäuser                                                                | Wohnhäuser                                                                  | Rochusstraße 57 Karte                             | |                                          |                  |                  |
| Wohnhaus                                                                  | Wohnhaus                                                                    | Rochusstraße 63 Karte                             | |                                          |                  |                  |
| Wohnhaus                                                                  | Wohnhaus                                                                    | Römerstraße 9                                     | |                                          |                  |                  |
| weitere Bilder                                                            | Verwaltungsgebäude der Stadt Aachen                                         | Römerstraße 10 Karte                              | „Haus Grenzwacht“; Stahlskelettbau 1925 von Emil Fahrenkamp im Auftrag von Rudolf Lochner; Fertigstellung 1930 durch Jacob Koerfer | 1925–1930                                |                  |                  |
| Wohnhaus (Teile)                                                          | Wohnhaus (Teile)                                                            | Römerstraße 19                                    | |                                          |                  |                  |
| Wohnhäuser                                                                | Wohnhäuser                                                                  | Römerstraße 25, 27                                | |                                          |                  |                  |
| Wohnhaus                                                                  | Wohnhaus                                                                    | Römerstraße 35                                    | |                                          |                  |                  |
| Wohnhaus                                                                  | Wohnhaus                                                                    | Roermonder Straße 2 Karte                         | |                                          |                  |                  |
| Wohnhaus (Teile)                                                          | Wohnhaus (Teile)                                                            | Roermonder Straße 27 Karte                        | |                                          |                  |                  |
| Wohnhaus                                                                  | Wohnhaus                                                                    | Roermonder Straße 94 (Teile) Karte                | |                                          |                  |                  |
| Wohnhaus                                                                  | Wohnhaus                                                                    | Rolandstraße 1 Karte                              | |                                          |                  |                  |
| Wohnhaus                                                                  | Wohnhaus                                                                    | Rolandstraße 6 Karte                              | |                                          |                  |                  |
| Wohnhäuser                                                                | Wohnhäuser                                                                  | Rolandstraße 10a Karte                            | |                                          |                  |                  |
| Wohnhäuser                                                                | Wohnhäuser                                                                  | Rolandstraße 12, 14                               | |                                          |                  |                  |
| Wohnhäuser                                                                | Wohnhäuser                                                                  | Rolandstraße 16                                   | |                                          |                  |                  |
| Wohnhäuser                                                                | Wohnhäuser                                                                  | Rolandstraße 18, 20, 22 Karte                     | |                                          |                  |                  |
| Wohnhaus                                                                  | Wohnhaus                                                                    | Rolandstraße 28 Karte                             | Architekt Albert Schneiders | 1910–1912                                |                  |                  |
| Wohnhaus                                                                  | Wohnhaus                                                                    | Rolandstraße 30, 32, 34 Karte                     | Architekt Albert Schneiders | 1910–1912                                |                  |                  |
| Wohnhaus                                                                  | Wohnhaus                                                                    | Rolandstraße 36, 38, 40 Karte                     | |                                          |                  |                  |
| Wohnhaus                                                                  | Wohnhaus                                                                    | Rolandstraße 42 Karte                             | |                                          |                  |                  |
| Wohnhaus                                                                  | Wohnhaus                                                                    | Ronheider Weg 10 Karte                            | |                                          |                  |                  |
| Wohnhaus                                                                  | Wohnhaus                                                                    | Ronheider Weg 16 Karte                            | |                                          |                  |                  |
| „Gut Martelenberg“                                                        | „Gut Martelenberg“                                                          | Ronheider Weg 77 Karte                            | Zweigeschossiges weiß geschlämmtes Gebäude in Backstein, zum Teil mit Blausteingewänden; Umbaumaßnahmen um 1952 | um 1800                                  |                  |                  |
| Wohnhaus                                                                  | Wohnhaus                                                                    | Rosstraße 1–3 Karte                               | |                                          |                  |                  |
| Wohnhaus                                                                  | Wohnhaus                                                                    | Rosstraße 7 Karte                                 | |                                          |                  |                  |
| Wohnhaus (Teile)                                                          | Wohnhaus (Teile)                                                            | Rosstraße 9 Karte                                 | 18. Jahrhundert erbaut, Wiederaufbau 1963, dreigeschossig in fünf Achsen, Blausteingewände, Mansarddach, auf dem Türschlußstein die Jahreszahlen 1738–1963, die Fassade wurde abgetragen und in ursprünglicher Form wieder aufgebaut | 1963                                     |                  |                  |
| nord-östl. Hinterhaus, süd-westl. Hinterhaus und Brücke ehem. Nadelfabrik | nord-östl. Hinterhaus, süd-westl. Hinterhaus und Brücke ehem. Nadelfabrik   | Rosstraße 11–13 (Teile) Karte                     | ehemalige Nadelfabrik Josef Zimmermann GmbH; HsNr. 11 erbaut nach Plänen von Johann Joseph Couven | Mitte 18. Jh. (Nr. 11), um 1820 (Nr. 13) |                  |                  |
| Wohnhäuser                                                                | Wohnhäuser                                                                  | Rosstraße 19, 21, 23, 25 Karte                    | |                                          |                  |                  |
| Wohnhäuser                                                                | Wohnhäuser                                                                  | Rosstraße 27 Karte                                | |                                          |                  |                  |
| Wohnhäuser                                                                | Wohnhäuser                                                                  | Rosstraße 29 Karte                                | |                                          |                  |                  |
| Wohnhäuser                                                                | Wohnhäuser                                                                  | Rosstraße 31, 33, 35 Karte                        | Portal HsNr. 33 erbaut nach Plänen von Johann Joseph Couven |                                          |                  |                  |
| Wohnhäuser                                                                | Wohnhäuser                                                                  | Rosstraße 37, 39 Karte                            | |                                          |                  |                  |
| Wohnhaus (Teile)                                                          | Wohnhaus (Teile)                                                            | Rosstraße 41 Karte                                | ehemaliger Sitz der Färberei J. Fellinger & Söhne; | 1734                                     |                  |                  |
| Wohnhaus                                                                  | Wohnhaus                                                                    | Rosstraße 59 Karte                                | |                                          |                  |                  |
| Wohnhaus (Teile)                                                          | Wohnhaus (Teile)                                                            | Rosstraße 61 Karte                                | |                                          |                  |                  |
| Panzersperren                                                             | Panzersperren                                                               | Rotsiefweg Karte                                  | 900 m langer Teil des Westwalls plus 100-m-Teilstück östlich der Bundesstraße auf Köpfchen; Höckerbauten in Stahlbeton | 1938/39                                  |                  | 3503             |
| Wohnhaus                                                                  | Wohnhaus                                                                    | I. Rote-Haag-Weg 38 Karte                         | |                                          |                  |                  |
| weitere Bilder                                                            | Aachener Waldstadion                                                        | I. Rote-Haag-Weg 68 Karte                         | |                                          |                  |                  |
| „Gut Waldhausen“                                                          | „Gut Waldhausen“                                                            | I. Rote-Haag-Weg 70 (Teile) Karte                 | ursprünglich aus zwei parallelen Trakten bestehender Gutshof. Von 1947 bis 1950 erweitert zur Dreiflügelanlage. Zweigeschossiges, siebenachsiges Wohnhaus mit dem historischen Wirtschaftsflügel aus Backstein mit Blausteingewänden. | 1799                                     |                  |                  |
| Wohnhaus                                                                  | Wohnhaus                                                                    | II. Rote-Haag-Weg 28 Karte                        | |                                          |                  |                  |
| Wohnhaus                                                                  | Wohnhaus                                                                    | Rudolfstraße 41 Karte                             | |                                          |                  |                  |
| Wohnhaus                                                                  | Wohnhaus                                                                    | Rudolfstraße 77 Karte                             | |                                          |                  |                  |
| Wohnhäuser                                                                | Wohnhäuser                                                                  | Rütscherstraße 40, 42 Karte                       | |                                          |                  |                  |
| Wohnhäuser                                                                | Wohnhäuser                                                                  | Rütscherstraße 66, 68 Karte                       | |                                          |                  |                  |
| Wohnhaus (Teile)                                                          | Wohnhaus (Teile)                                                            | Rütscherstraße 72 Karte                           | |                                          |                  |                  |
| Wohnhäuser                                                                | Wohnhäuser                                                                  | Rütscherstraße 84, 86, 88 Karte                   | |                                          |                  |                  |
| „Gut Berg“                                                                | „Gut Berg“                                                                  | Rütscherstraße 224 Karte                          | erbaut auf wesentlich älteren Fundamenten als weiß geschlämmtes zweigeschossiges Wohnhaus mit nicht durchgezogenen Fensterachsen, im 19. Jh. erweitert | 1811                                     |                  |                  |
| „Gut Eiche“                                                               | „Gut Eiche“                                                                 | Rütscherstraße 257 Karte                          | erbaut auf wesentlich älteren Fundamenten als dreiflügeliger, weiß geschlämmter Backsteinhof; zweigeschossiges Wohnhaus in vier Achsen, Wirtschaftsgebäude mehrfach verändert | 18. / 19. Jh.                            |                  |                  |